# Амат-Пиньелья, Жоаким
Жоаким Амат-Пиньелья (кат. Joaquim Amat-Piniella; Manresa, 22 ноября, в 1913 — Оспиталет-де-Льобрегат, 3 августа в 1974 году) — испанский писатель, пережил концлагерь Маутхаузен во время Второй Мировой Войны.
Принимал участие в различных политических и культурных мероприятиях в течение 1930х годов, и был одним из руководителей Левой республиканской партии Каталонии (Esquerra Республиканской Каталонии). Воевал на фронте Андалусии во время Гражданской Войны в Испании. После окончания войны, скрылся во Францию, где был интернирован в концентрационный лагерь Аржель-сюр-Мер (Campo de concentración de Argelès-sur-Mer) и в Sant Cebrià, позже был мобилизован на принудительные тяжелые работы.
Как и многие республиканцы из Испании, в 1940 году был депортирован немцами в Лагерь смерти Маутхаузен, где он провел пять лет, был освобожден войсками США, и смог вернуться в Каталонию в 1946 году. Описал свою жизнь и ужасы нацизма в форме романа в книге K. L. Reich (Konzentrationslager Рейха), которую не удалось опубликовать до 1962 года. В 1962 году, вместе с товарищами, основал общество Amical Маутхаузен.